# Wilhelm Widell
Ernst Wilhelm Widell, född 14 juni 1893 i Södervidinge, död 5 juni 1969, var en svensk målare. 
Widell var autodidakt och lärde sig mycket av sin äldre bror, bildkonstnären Axel Johan Widell, som studerat i Berlin. Han har målat genreporträtt, fåglar och landskap från Skåne. Några av hans tavlor har sålts på auktionsfirmor, bland annat Bukowskis.